# Brontotheriidae

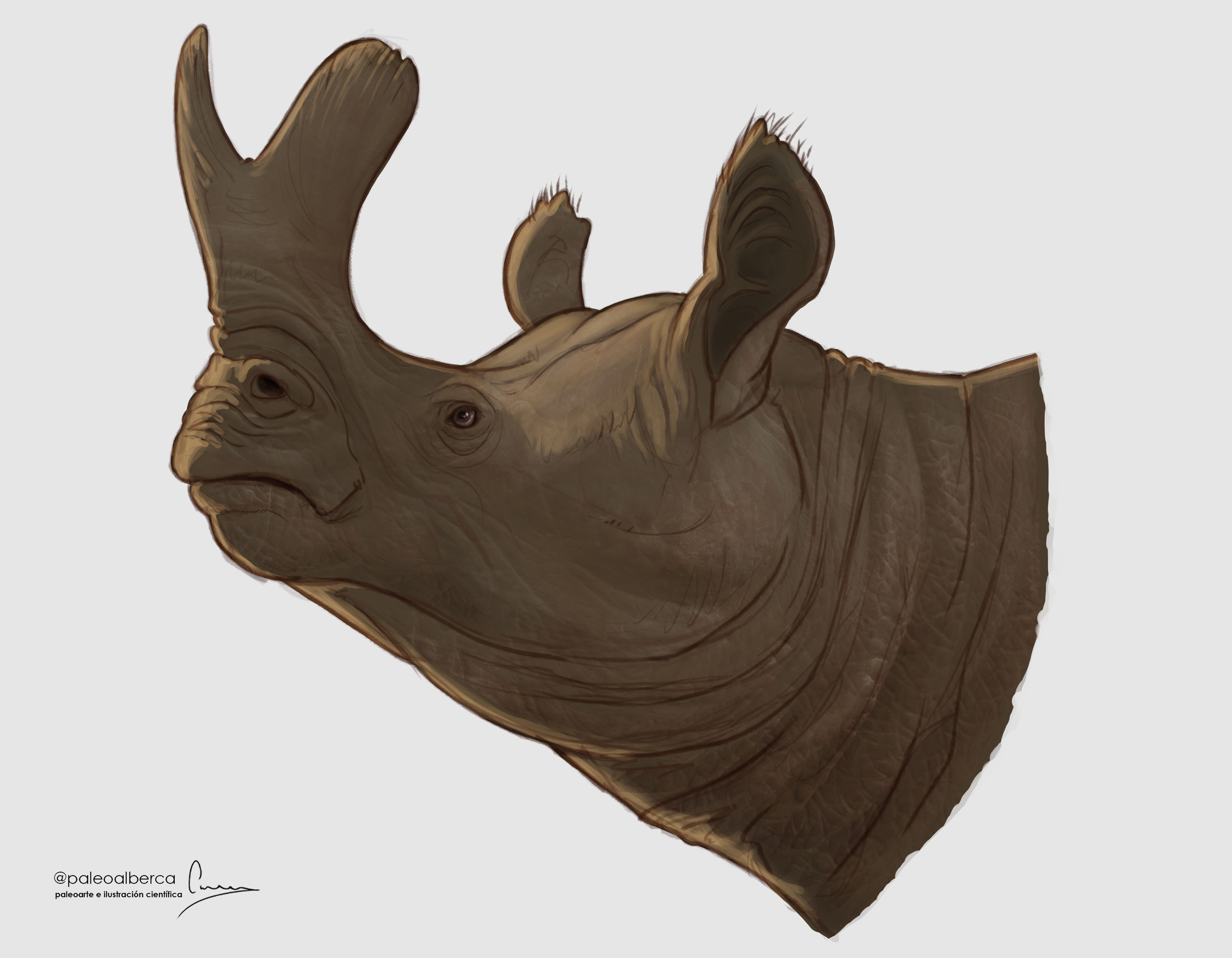
Busto de Megacerops

Los brontotéridos (Brontotheriidae, griego "bestias del trueno") o titanotéridos (Titanotheriidae), son una familia extinta de mamíferos placentarios del orden Perissodactyla, suborden Ceratomorpha. Son conocidos popularmente como brontoterios. 
Estos animales vivieron hace 56 y 34 millones de años, desde inicios hasta finales del Eoceno.
Los brontoterios con aspecto de paquidermos,  por convergencia evolutiva, aunque eran parecidos a los rinocerontes actuales, no eran verdaderos rinocerontes, sino que estaban más próximos a los extintos calicoterios, con los que estaban filogenéticamente relacionados.
Vivieron hace entre 56-34 millones de años, todo el Eoceno y la primera mitad del Oligoceno. En América del Norte y el Este de Asia. en 15 millones de años vivieron 40 tipos diferentes, evolucionados de animales pequeños semejantes al Hyracotherium ramoneaban la vegetación blanda del bosque. Perecieron al tornarse el clima más seco y empezar a surgir unos bosques más abiertos y las sabanas. Sus cuernos eran óseos y recubiertos de piel.

## Generalidades
Eran criaturas con aspecto de rinoceronte, de los cuales son parientes lejanos. Evolucionaron a principios del Eoceno, hace unos 50 millones de años, en América del Norte y el este de Asia, a partir de unos seres pequeños como Eotitanops, que tenían el aspecto de su primo lejano Hyracotherium. Si bien no vivieron más de 15 millones de años, se han descrito alrededor de 40 tipos diferentes.
En ciertos sentidos, su historia evolutiva es equivalente a la de los uintaterios y los arsinoiterios. Todos los brontoterios ramoneaban la vegetación blanda del bosque. Algunas formas desarrollaron unos cuernos enormes y grandes caninos, y la tendencia general era de una enorme corpulencia. A estos animales se les conoce a veces como titanoterios, una nueva alusión a su enorme tamaño. Algunas especies tenían un "cuerno" característico en forma de "Y" que se especula empleaban en los combates de brama como hacen algunos rumiantes actuales. Aunque a menudo se les llama "cuernos", las protuberancias que los brontoterios tienen en la cabeza no están formadas, ni siquiera recubiertas, de cuerno. Tampoco estaban hechas de pelos compactos, como las de los rinocerontes.
En realidad se parecen más a los oxiconos de las jirafas: una estructura ósea recubierta de una capa de piel gruesa. Como estos bultos grotescos eran más grandes en los machos que en las hembras, es posible que se utilizaran como adorno o quizá como arma durante las luchas entre los miembros de la especie para decidir el liderazgo de la manada.
Poco después que los brontoterios alcanzaran el punto culminante de su gigantesco desarrollo, los climas se volvieron más secos y empezaron a aparecer unos bosques más abiertos. La evolución favoreció a otros animales más ligeros, capaces de pacer y de vivir en las planicies. Los brontoterios se extinguieron a mediados del Oligoceno sin llegar a adaptarse a la nueva vegetación más correosa de gramíneas que cubría las abundantes praderas; en su lugar aparecieron los rinocerontes.

## Clasificación
- Familia Brontotheriidae †
  - Pakotitanops
  - Mulkrajanops
  - Eotitanops
  - Palaeosyops
  - Subfamilia Brontotheriinae
    - Bunobrontops
    - Mesatirhinus
    - Dolichorhinus
    - Sphenocoelus
    - Desmatotitan
    - Fossendorhinus
    - Metarhinus
    - Microtitan
    - Sthenodectes
    - Telmatherium
    - Metatelmatherium
    - Epimanteoceras
    - Hyotitan
    - Nanotitanops
    - Pygmaetitan
    - Acrotitan
    - Arctotitan
    - Qufutitan
    - Tribu Brontotheriini
      - Protitan
      - Protitanotherium
      - Rhinotitan
      - Diplacodon
      - Pachytitan
      - Brachydiastematherium
      - Sivatitanops
      - Subtribu Embolotheriina
        - Gnathotitan
        - Aktautitan
        - Metatitan
        - Nasamplus
        - Protembolotherium
        - Embolotherium

      - Subtribu Brontotheriina
        - Parabrontops
        - Protitanops
        - Notiotitanops
        - Dianotitan
        - Duchesneodus
        - Megacerops